# Пьеве-Лигуре
Пьеве-Лигуре (итал. Pieve Ligure) — коммуна в Италии, располагается в регионе Лигурия, в провинции Генуя.
Население составляет 2474 человека (2008 г.), плотность населения составляет 728 чел./км². Занимает площадь 3 км². Почтовый индекс — 16030. Телефонный код — 010.
Покровителем коммуны почитается святой архангел Михаил, празднование 29 сентября.

## Демография
Динамика населения:

## Администрация коммуны
- Официальный сайт: http://www.comune.pieveligure.ge.it/